# 1993 NB
1993 NB är en asteroid i huvudbältet som upptäcktes den 15 juli 1993 av den japanska astronomen Satoru Otomo i Kiyosato.
Asteroiden har en diameter på ungefär 11 kilometer.